# .nf
.nf는 노퍽섬의 인터넷 국가 코드 최상위 도메인이다. Norfolk Island Internet Registry에서 관리한다. 1996년에 개설되었다.
이 TLD에 도메인을 등록하기 위해 현지 존재를 요구하는 규칙은 없지만 가격이 대부분의 다른 도메인보다 훨씬 높기 때문에 사용이 권장되지 않는다. 2차 도메인 등록이 가장 비싸지만 여전히 3차 도메인 등록보다 더 일반적이며 사용되는 대부분의 이름은 노퍽섬과 관련된 사이트에 대한 것이다.
.nf는 공통 등록 및 분쟁 해결 서비스를 활용하는 국가 코드 도메인 그룹인 CoCCA의 회원이다.